# بوابة فصل

رمز البوابة

بوابة الفصل أو بوابة أو (بالإنجليزية: OR gate)‏ هي أداة فك منطقي تعمل وفق جدول الحقيقة الذي بالأسفل، فعند توصيل سلكين أو أكثر ببوابة 'أو' فإن الخرج يكون عاليا (1) إذا كان سلك أو أكثر ذا قيمة عالية.
تسبه وظيفة بوابة أو عملية الجمع العادي لكن الفرق ان 1 أو 1 = 1 (انظر الجدول) لإن النظام هنا نظام عد ثنائي (صفر وواحد فقط).

## جدول الحقيقة
| الدخل | الدخل | الخرج  |
| أ     | ب     | أ أو ب |
| 0     | 0     | 0      |
| 0     | 1     | 1      |
| 1     | 0     | 1      |
| 1     | 1     | 1      |